# Калмар ФФ
Ка̀лмар ФФ (на шведски: Kalmar Fotbollsförening, Калмар Фотболсфьоренинг) е шведски футболен отбор от едноименния град Калмар. Състезава се в най-високото ниво на шведския футбол групата Алсвенскан.

## Успехи
- Алсвенскан: (1 ниво)
  -  Шампион (1):: 2008
  -  Второ място (1): 2007
  -  Трето място (2): 1977, 2005
- Купа на Швеция:
  -  Носител (3): 1980–81, 1986–87, 2007
  -  Финалист (3): 1977–78, 2008, 2011
- Суперкупа на Швеция:
  -  Носител (1): 2009
  -  Финалист (1): 2008
- Суперетан: (2 ниво)
  -  Шампион (2):: 2001, 2003

## Международни
- Интертото:
  - Финалист (1): 2006

Участвал е в турнирите за Шампионската лига, купата на УЕФА.